# Gilad Margalit
Gilad Margalit (hebräisch גלעד מרגלית, * 1959 in Haifa; † 23. Juli 2014) war ein israelischer Historiker an der Universität Haifa mit den Forschungsschwerpunkten Vergangenheitsbewältigung, Antisemitismus und Minderheiten in Deutschland besonders Juden, Roma und Türken.

## Schriften
- Die Nachkriegsdeutschen und „ihre Zigeuner“. Die Behandlung der Sinti und Roma im Schatten von Auschwitz. Metropol Verlag, Berlin 2001; Rezensionen
- Großer Gott, ich danke Dir, daß Du kleine schwarze Kinder gemacht hast. Werkstatt Geschichte 9. Ergebnisse Verlag, Hamburg 2000.
- Die deutsche Zigeunerpolitik nach 1945. In: Vierteljahrshefte für Zeitgeschichte, 1997, ifz-muenchen.de (PDF; 7,5 MB)